# Final Fantasy Tactics Advance
Final Fantasy Tactics Advance (укр. Фінальна фантазія, перевага тактики) — тактична рольова відеогра для портативної ігрової консолі Game Boy Advance, розроблена компанією Square Enix та видана в 2003 році. Вона є неофіційним продовженням гри Final Fantasy Tactics для Sony Playstation 1997 року випуску, володіючи схожим ігровим рушієм і бойовою системою, але повністю не пов'язана з нею сюжетом. Гра має продовження Final Fantasy Tactics A2: Grimoire of the Rift для платформи Nintendo DS.
Final Fantasy Tactics Advance розповідає історію чотирьох дітей: Марша, М'юта, Рітц і Донеда, що живуть у невеликому містечку під назвою Сан-Іваліс (St. Ivalice, також назву Іваліс має світ гри Final Fantasy Tactics). Одного разу вони знаходять чарівну книгу, яка переносить їх усіх у фантастичний світ Іваліс.

## Ігровий процес
Гра є тактичною РПГ, де гравець збирає клан з різних персонажів, координуючи їхні дії в битвах і пересування по світу. У рамках ігрової системи гравцеві надається широкий вибір класів, здібностей і предметів для створення унікальних комбінацій персонажів. Битви відбуваються за системою покрокової стратегії, від гравця вимагається вказувати вид дії і пересувати персонажів по ізометричному полі бою з квадратною розміткою.
Система карт законів вносить зміни в кожен бій, наприклад, забороняє використання певної зброї чи магії. В разі порушення закону гравець спочатку отримає жовту картку, потім червону, і врешті може потрапити до в'язниці за злісне невиконання законів. Карти законів можуть бути скасовані картами антизаконів. Білі карти відміняють нові закони, чорні — вже діючі.

## Персонажі
Марш Радіюджу — головний герой гри, який нещодавно перебрався в невелике містечко Сан-Іваліс. Опинившись в новому для себе місці, Марш швидко знайомиться з новими друзями — Мьютом і Рітц, такими ж аутсайдерами, як він сам. Всі разом, вони відкривають стару книгу, яка переносить їх у казковий світ Іваліса, кардинальним чином змінюючи їх життя.
М'ют Ранделла — замкнутий і сором'язливий хлопчик, який ніколи не розлучається зі своїм плюшевим ведмежам, подарованим його нещодавно померлою матір'ю. Через свій слабкий характер і дивне поводження, Мьют постійно піддається нападкам з боку інших учнів. Саме він знаходить дивну книгу і запрошує своїх нових друзів почитати її.
Рітц Малбеур — однокласниця Марша і М'юта. На відміну від своїх друзів, вона володіє сильним характером, а також неабияким розумом і спортивною підготовкою. А проте, вона теж не має популярності у своєму класі, володіючи загостреним почуттям справедливості і часто заступаючись за слабких. Рітц також сильно комплексує з приводу білого кольору свого волосся, через який її постійно дражнять.
Монблан — істота з раси муглів, який допоміг Маршу після того, як він перенісся в казковий світ Івалісу. Доброзичливий Монтблан пояснив устрій свого світу, а також представив Марша своєму клану. До кінця гри Монблан залишиться відданим другом і партнером Марша. У Final Fantasy XII Монблан є головою клану «Центуріон» і видає замовлення на елітні полювання.
Бабус Свейн — представник раси Ну Мо, який служив М'юту і виконував всі його прохання до тих пір, як зустрівся на полі битви з Маршем. Після цього, він перейшов на бік партії вирішивши, що для його господаря так буде краще.
Сід Ренделл — батько М'юта, який втратив всякий інтерес до життя після смерті своєї дружини. Тим не менш, у світі
Іваліс він став Верховним Суддею і турботливим батьком для М'юта. Сід протистоїтьМаршу протягом більшої частини гри.
Ллендар — таємничий невразливий воїн з загадковим минулим.
Королева Ременді — мати М'юта, померла в реальному світі, але і Івалісі вона є королевою, і завжди готова потішити свого сина, коли той чимось засмучений. Вона протистоїть Маршу і його команді просто для того, щоб захистити сина.
Шара — представниця раси Вієра і подруга Рітц, яка допомогла їй освоїтися в Івалісі, як і Монблан Маршу. Шара досить дружелюбна щодо Марша і його партії, але в першу чергу прислухається тільки до думки Рітц.
Ноно — молодший брат Монблана, що володіє повітряним кораблем і торгує різними предметами і екіпіровкою. Вірний союзник Марша.
Езель — представник раси Ну Мо, який винаходить карти законів і антизаконів. Після того, як Марш допоможе Езелю вибратися зі скрутної ситуації, гравець може в будь-який час навідатися до його секретного магазинчика, що торгує картками.
Донедьо — молодший брат Марша, про якого той піклується. У реальному світі, вроджена недуга Донеда стрімко прогресує, через що він залишається прикутим до інвалідного візка, але в Івалісі він буде повністю здоровий.